# Michael Chapman (musicista)
Michael Chapman (Hunslet, 24 gennaio 1941 – 10 settembre 2021) è stato un cantante, musicista, cantautore e chitarrista britannico. Iniziò a suonare la chitarra con alcune band e gruppi jazz principalmente nella sua città natale di Leeds nella zona West Riding dello Yorkshire. Alla fine degli anni '60 divenne noto nei club folk e successivamente nella scena musicale "progressive", pubblicando nei suoi oltre 50 anni di carriera più di 50 album.

## Discografia

### Album in studio
- Rainmaker (UK LP, Harvest SHVL 755, Jul 1969), reissued (US LP, Light in the Attic Records[6] LITA 079, 2012)
- Guitar Music (UK LP, Standard Music Library ESL.103, 1969)
- Fully Qualified Survivor (UK LP, Harvest SHVL 764, Mar 1970, UK No. 45[7]), reissued (US LP, Light in the Attic Records[6] LITA 060, 2011)
- Window (UK LP, Harvest SHVL 786, Dec 1970), reissued (US LP, Light in the Attic Records[6] LITA 124, 2015)
- Wrecked Again (UK LP, Harvest SHVL 798, Nov 1971), reissued (US LP, Light in the Attic Records[6] LITA 101, 2013)
- Millstone Grit (UK LP, Deram SML 1105, 1973)
- Deal Gone Down (UK LP, Deram SML 1114, 1974)
- Pleasures of the Street (GER LP, recorded live at Onkel Po's Carnegie Hall, Hamburg, Nova 6.22321 AS, 1975)
- Savage Amusement (UK LP, Decca SKL-R 5242, 1976)
- Michael Chapman Lived Here 1968–1972 (UK compilation LP, Cube Records GNAT 1, 1977)
- The Man Who Hated Mornings (UK LP, Decca SKL-R 5290, 1977), reissued (UK LP, Criminal Records STEAL 3, 1978)
- Play Guitar The Easy Way (UK LP, with instruction manual, Criminal Records STEAL 2, 1978)
- Life on the Ceiling (UK LP, Criminal Records STEAL 5, 1979)
- Looking For Eleven (UK LP, Criminal Records STEAL 9, 1980)
- Almost Alone (UK LP, Black Crow Records CRO 202, 1981)
- Guitar Solo (UK LP, April Music APR 1004, 1982)
- Original Owners (BE LP, Michael Chapman and Rick Kemp, recorded live at Nettlefield Hall, London, Konexion Records KOMA 788003, 1983)
- Heartbeat (NL LP, Coda/New Age 832 223-1, 1987)
- Still Making Rain (1991/3) – Self Release 1991 / Making Waves 1993
- Navigation (UK CD, Planet Records PLAN CD007, 1995)
- Dreaming Out Loud (1997) – Demon Records
- Michael Chapman Black And White (CD, Rural Retreat Records, 1998)
- BBC Sessions 69–75 (1998) Strange Fruit Records
- The Twisted Road (1999) – Mystic UK
- Growing Pains (UK CD, compilation of previously unreleased material recorded 1966–1980, Mooncrest Records CRESTCD 046, 2000)
- Growing Pains 2 (2001) – Mooncrest Records
- Americana (2001) – Apropos / reissued on Blueprint
- Live And Unhinged (CD, Rural Retreat Records, 2001)
- Kule 2 B Blue with Alamo Leal (CD, Rural Retreat Records, 2001)
- Americana 2 (UK CD, Rural Retreat Records, 2002)
- Dogs Got More Sense (2004) – Secret Records
- Journeyman Live DVD (2004) – Secret Records
- 27 06 05 Live in Brighton (CD, Rural Retreat Records, 2005)
- Plaindealer (CD, Rural Retreat Records, 2005)
- Lost (CD, Rural Retreat Records, 2005)
- Words Fail Me (2007)
- Vanity and Pride (2008) – self release – limited edition – Michael Chapman and Ursa
- Sweet Powder (UK CD, Rural Retreat Records, 2008)
- Time Past & Time Passing (2008) – Electric Ragtime
- And Then There Were Three Live in Nottingham 1977 (2010) – Market Square Records
- Wrytree Drift (CD, Rural Retreat Records, 2010)
- Trainsong: Guitar Compositions 1967–2010 (CD, Tompkins Square Records TSQ 2530, 2011)
- The Resurrection and Revenge of The Clayton Peacock (UK CD, Blastfirst Petite PTYT 068, Feb 2012)
- Pachyderm (LP, Blastfirst Petite PTYT 070LP, 2013)
- The Polar Bear (LP, Blastfirst Petite PTYT 078LP, Nov 2014)
- Live At Folk Cottage, Cornwall 1967 (UK DLP, TreeHouse44 TH44LP0201, 2014)
- Fish (LP, Tompkins Square Records TSQ 5203, Oct 2015)
- 50 (US/UK LP,  Paradise of Bachelors PoB-29, Jan 2017)
- EB=MC2 (2017) (Michael Chapman & Ehud Banai) – Nana Disc
- True North (US/UK LP, Paradise of Bachelors PoB-044, Feb 2019)
- Another Story (UK, Record Store Day Limited Edition compilation LP, Secret Records SECLP 210, Apr 2019)
- Plaindealer + Twisted Road (2020) Double album – Mooncrest Records
- Americana (LP, Secret Records CRESTLP 108, Apr 2020)
- Michael Chapman – Sweet Powder & Wrytree Drift Double CD  (2020) Mooncrest Records
- Michael Chapman – The Decca Years 1974–77 – 8 Panel Digipack  (2021) Mooncrest Records

### Singoli
- "It Didn't Work Out" b/w "Mozart Lives Upstairs" (UK 7" Harvest HAR 5002, 1969)
- "The Banjo Song" b/w "Dumplings" (UK 7" Deram DM 407, 1974)
- "Lovin' Dove" b/w "Steel Bonnets" (UK 7" Decca FR 13658, 1976)
- "While Dancing the Pride of Erin" b/w "The Man Who Hated Mornings" (UK 7" Criminal Records SWAG 1, 1978)
- "Blue Season" b/w "Theme from the Movie of the Same Name" (UK 7" Criminal Records SWAG 6, 1979)
- "Lescudjack" b/w "Wrecked Again" and "Deal Gone Down" (recorded live in Hamburg) (UK 12" Criminal Records D SWAG 7, 1979)
- "East Coast" b/w "White Night Starlight" (UK 7" Criminal Records SWAG 13, 1980)
- "That Time of Night" b/w Lucinda Williams, "That Time of Night" (UK Limited Edition 10" Tompkins Square Records 12653, Nov 2012)